# (2079) Jacchia
(2079) Jacchia (1976 DB) – planetoida z pasa głównego asteroid okrążająca Słońce w ciągu 4,19 lat w średniej odległości 2,6 au. Odkryta 23 lutego 1976 roku.